# Proverbios
Proverbios (en hebreo: מִשְׁלֵי‎, romanizado: Mishlei ; en griego: Παροιμίαι; en latín: Liber Proverbiorum) es un libro bíblico del Antiguo Testamento y del Tanaj hebreo, cuya autoría la tradición judía atribuye al rey Salomón, que se clasifica entre los Libros Sapienciales del cristianismo, y entre los Ketuvim o «Escritos» del judaísmo. Está compuesto por extensas colecciones de máximas o sentencias de contenido espiritual, social, ético y moral. Normalmente se ubica en la Biblia entre el libro de los Salmos y el Eclesiastés, y en la Biblia judía entre los libros de Job y Rut.

## Datos generales

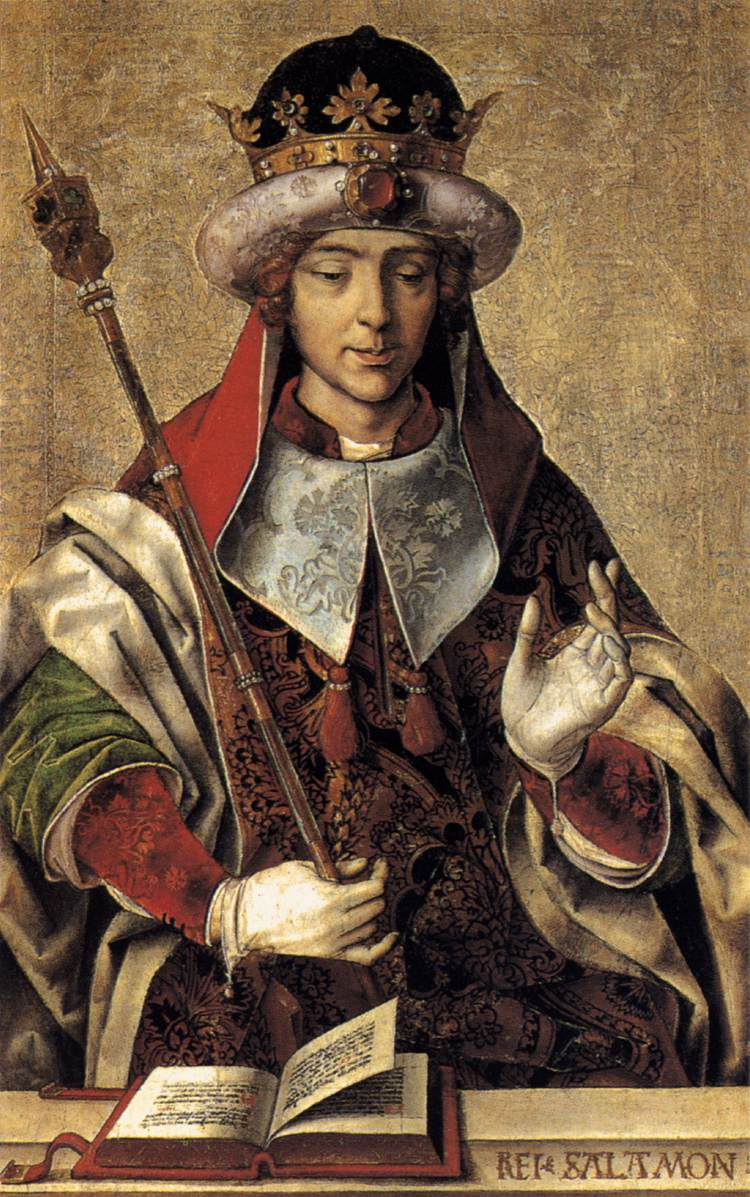
Pinturas del Antiguo Testamento del siglo XVI

### Nombre del libro
Enseñanzas de inspiración más bien religiosa y moral, fundadas en observaciones comunes, las más de las veces expresadas por medio de imágenes evocadas o sugeridas, que reclaman un esfuerzo de reflexión para ser comprendidas

La Septuaginta la denomina παροιμίαι y la Vulgata usa proverbia, siendo ambos términos que restringirían el sentido original de la palabra hebrea al de refrán o máxima.[cita requerida]
Algunas de estas sentencias morales se reconocen con frecuencia como fruto de la revelación divina, mientras que otras tantas provendrían de la experiencia humana y de su sabiduría (otros aspectos de la influencia de Dios). Suelen expresarse, como otros conceptos de la pedagogía bíblica, en forma de comparaciones, ritmos verbales, expresiones agudas o relatos enigmáticos. Está destinado a lectores inteligentes, porque la mayor parte de las veces el esfuerzo de desentrañar sus contenidos exige una cierta preparación. La palabra "proverbio" se entiende también como refrán conciso, alegoría o adagio, siempre encerrando una enseñanza simple de la experiencia humana que puede contener o no una afirmación teológica.

### Autor y época
Los Proverbios se atribuyen tradicionalmente al rey Salomón. Los capítulos 10 al 22, 16 así como 25 al 29 son atribuidos a Salomón y al menos se puede demostrar, por medio del uso que en ellos se hace de géneros literarios más arcaicos como el dístico, que son de los más antiguos del libro. Asimismo se hacen menciones a la vida cortesana que no podrían provenir de tiempos posteriores dado que el índice de esplendor y de florecimiento no será igualado en los reinados posteriores. La sección de máximas de la segunda de ellas eran ya antiguas y muy bien conocidas en tiempos de Ezequías, esto es, durante las invasiones asirias de alrededor de 722 a. C.
Sin embargo, también se encuentran algunos arameísmos que complican la datación o, al menos, dan cuenta de ciertos retoques o añadidos posteriores.

### Canonicidad y uso en la liturgia
Forma parte del canon católico y, por tanto, se usa en liturgia. Las discusiones realizadas en ámbito judío sobre su canonicidad se cerraron tras el Concilio de Jamnia. Por su parte, en ámbito cristiano, Teodoro de Mopsuestia al parecer no negó que el libro de los Proverbios pertenezca al canon pero sí consideró que su contenido versaba sobre prudencia humana. Asimismo, en siglos posteriores algunos autores como Spinoza y Leclerc han negado también su canonicidad.

### Estructura
Es muy difícil clasificar el contenido del libro, porque no ha podido encontrarse ningún orden lógico en la secuencia de proverbios que contiene. El orden de las secciones es indiferente a los contenidos, y dentro de cada una de ellas no se advierte ningún método.
El libro tiene un prólogo, una serie de colecciones y un epílogo. El prólogo (Prov. 1-9) consiste en un largo discurso que se interrumpe dos veces para insertar arengas que provienen de la Sabiduría, mientras que las dos grandes colecciones (Prov. 10-22 y Prov. 25-29) muestran la forma antiquísima del mashal tradicional. La redacción actual, sin embargo, es muy posterior.
Según los estudios de Whybray que han sido generalmente aceptados por los demás exégetas se puede dividir el libro de los Proverbios en ocho secciones:
1. 1, 8 – 9, 18 Elogio de la sabiduría
2. 10,1 – 22, 16 Reglas de comportamiento
3. 22, 17 – 24, 34 Templanza y pereza
4. 25 – 29 Diversas máximas
5. 30, 1-14 Sabiduría de Dios
6. 30, 15-33 Proverbios numéricos
7. 31, 1-9 Consejos a los reyes
8. 31, 10-31 Alabanzas a la mujer fuerte

Más simple, se puede clasificar en:
1. 1 al 9   La Sabiduría
2. 10 al 31:9   Los Refranes
3. 31:10 al 31:31   Poema a la mujer virtuosa

### La sabiduría en Israel
Aun cuando se exprese un cierto conocimiento práctico que permita alcanzar la felicidad, la sabiduría expresada en los libros sapienciales nunca deja de lado la fe en Yahveh mostrando así su profundidad religiosa antes que práctica o moral. Las fuentes usadas por estos sabios son los textos de los profetas. Otra característica es cierta tendencia a personificar o achacar a la sabiduría acciones humanas.
La línea argumental del libro está claramente establecida en Proverbios 1:2-7. Se basa en el concepto de Sabiduría que se expresa en los Libros Sapienciales: el "sabio", que se presenta ante el pueblo como una persona que proviene de Dios y habla en Su nombre; por lo mismo, el sabio comparte algunos de los atributos de la divinidad.
En otras oportunidades, la deidad misma asume el papel de sabio, como creador del mundo y organizador de la moral.
La sabiduría de los Proverbios, en fin, son las enseñanzas de la filosofía teológica que enseñan al hombre a ser como los sabios y a vivir en consecuencia.

### Contactos con otras tradiciones
Como la mayoría de la literatura sapiencial, los Proverbios demuestran en varios pasajes que los sabios que los escribieron (o Salomón mismo) tenían un fuerte contacto y un profundo conocimiento de la literatura sapiencial de Oriente y especialmente de Egipto. 
A pesar de ello, la adaptación a la mentalidad y el espíritu hebreo es perfecto, ya que no traicionan en ningún momento la estructura tradicional judía, su estilo ni su vocabulario.

### Sentido religioso
Además de la monocorde repetición de fórmulas casi idénticas, el libro contiene numerosos consejos y órdenes pedestres y terrenales, que no parecen tener relación alguna con un mensaje divino. Sus ideas de la vida y de la relación entre Hombre y Dios son simples y terrenales.
Pero las verdades que expresa son incuestionables para el hombre con experiencia y la mayoría de los consejos no han perdido su validez a pesar de los miles de años transcurridos. La idea de que el Hombre ha sido llamado al servicio de Yahvéh no lo dispensa de actuar con sabiduría en los asuntos de menor rango, porque las virtudes naturales y la sabiduría de la tierra, el campo y la familia están en la raíz misma de la santidad.
Para comprender acabadamente la literatura de este período se debe entender el punto de vista de los sabios y Salomón, a saber: la revelación cristiana, con su bien y su mal, su justicia y su pecado, son muy posteriores a su época, y el concepto de recompensa y castigo en el más allá les era completamente desconocido.
Es por ello que los estrechos límites de sus enseñanzas parecen insuficientes desde el punto de vista de la religión y la moral cristianas modernas.
Sin embargo, los sabios que escribieron los Proverbios lo hicieron como transmisores y depositarios de la sabiduría de sus antepasados, buscando la forma de transmitirla hasta nuestros días. Si este trabajo no se hubiera efectuado, estas antiguas tradiciones nos serían ajenas por entero.